# Arataca
Arataca là một đô thị thuộc bang Bahia, Brasil. Đô thị này có diện tích 396,09 km², dân số năm 2007 là 9704 người, mật độ 24,5 người/km².